# Filatima tephritidella
Filatima tephritidella is een vlinder uit de familie tastermotten (Gelechiidae). De wetenschappelijke naam is voor het eerst geldig gepubliceerd in 1844 door Duponchel.
De soort komt voor in Europa.